# Centrum (groepentheorie)
In de abstracte algebra is het centrum van een groep {\displaystyle G} de verzameling {\displaystyle Z(G)} van elementen in {\displaystyle G} die commuteren met alle andere elementen van {\displaystyle G}:
{\displaystyle Z(G)=\{z\in G\mid gz=zg{\text{ voor alle }}g\in G\}}
Het centrum {\displaystyle Z(G)} is een ondergroep van {\displaystyle G}, want
1. {\displaystyle Z(G)} is niet leeg, omdat voor het eenheidsselement {\displaystyle e} van {\displaystyle G} geldt: {\displaystyle eg=ge} voor alle {\displaystyle g\in G}, dus {\displaystyle e\in Z(G)}.
2. {\displaystyle Z(G)} is gesloten onder de groepsbewerking, omdat voor alle {\displaystyle x,y\in Z(G)} geldt: {\displaystyle xyg=xgy=gxy} voor alle {\displaystyle g\in G}.
3. Van elke {\displaystyle x\in Z(G)} is ook de inverse {\displaystyle x^{-1}\in Z(G)}, omdat {\displaystyle gx^{-1}=(xg^{-1})^{-1}=(g^{-1}x)^{-1}=x^{-1}g} voor alle {\displaystyle g\in G}.

Verder is {\displaystyle Z(G)} een abelse ondergroep van {\displaystyle G}, een normaaldeler van {\displaystyle G} en zelfs een strikte karakteristieke ondergroep van {\displaystyle G}, maar niet altijd volledig karakteristiek. Het centrum van een groep is ook de doorsnede van de centralisators van alle elementen van de groep.
Het centrum van {\displaystyle G} is gelijk aan {\displaystyle G} dan en slechts dan als {\displaystyle G} een abelse groep is. Het andere uiterste is het als het centrum van {\displaystyle G} triviaal is, dat wil zeggen alleen uit het eenheidselement bestaat. {\displaystyle G} heet dan centrumloos. Het centrum is een begrip dat in de algebra meer algemeen voorkomt, voor meer structuren, maar de definitie komt steeds overeen met de hier gegeven definitie voor groepen.

## Conjugatie
Voor elk element {\displaystyle g\in G} is er een speciaal automorfisme {\displaystyle \varphi _{g}} van {\displaystyle G}, gedefinieerd door:
{\displaystyle \varphi _{g}(h)=ghg^{-1}}
De elementen {\displaystyle h} en {\displaystyle \varphi _{g}(h)} zijn elkaars geconjugeerden. Een element {\displaystyle h\in G} dat met {\displaystyle g} commuteert, wordt door {\displaystyle \varphi _{g}} op zichzelf afgebeeld.
Van het groepshomomorfisme {\displaystyle f\colon G\to \mathrm {Aut} (G)} van {\displaystyle G} naar de groep van automorfismen van {\displaystyle G}, gedefinieerd door
{\displaystyle f(g)=\varphi _{g}}
is de kern precies het centrum {\displaystyle Z(G)} van {\displaystyle G}, en is het beeld de groep van inwendige automorfismen van {\displaystyle G}, genoteerd als {\displaystyle \mathrm {Inn} (G)}. Als gevolg van de eerste isomorfismestelling geldt:
{\displaystyle G/Z(G)\cong {\rm {{Inn}(G)}}}
De cokern van deze afbeelding is de groep {\displaystyle \mathrm {Out} (G)} van uitwendige automorfismen, en deze vormen de exacte rij:
{\displaystyle 1\to Z(G)\to G\to \mathrm {Aut} (G)\to \mathrm {Out} (G)\to 1}

## Voorbeelden
- Het centrum van de groep {\displaystyle \mathrm {GL} _{n}(F)} van inverteerbare {\displaystyle n\times n}-matrices over het lichaam/veld {\displaystyle F} is de collectie van scalaire matrices {\displaystyle \{sI_{n}|s\in F\setminus \{0\}\}}.
- Het centrum van de orthogonale groep {\displaystyle O(n,F)} is {\displaystyle \{I_{n},-I_{n}\}}.
- Het centrum van de quaternionengroep {\displaystyle Q=\{1,-1,i,-i,j,-j,k,-k\}} is {\displaystyle \{1,-1\}}.
- Het centrum van de multiplicatieve groep van niet-nulzijnde quaternionen is de multiplicatieve groep van de niet-nulzijnde reële getallen.
- Niet-abelse enkelvoudige groepen hebben geen centrum.

## Hogere centra
Als men het centrum van een groep wegdeelt, ontstaat een opeenvolging van factorgroepen, die men de hogere centrale rij noemt.
{\displaystyle G_{0}=G\to G_{1}=G_{0}/Z(G_{0})\to G_{2}=G_{1}/Z(G_{1})\to \ldots }
De kern van de afbeelding {\displaystyle G\to G_{i}} heet het {\displaystyle i}-de centrum van {\displaystyle G}, aangegeven door {\displaystyle Z^{i}(G)}.
De definitie van deze rij kan door transfiniete inductie naar de transfiniete ordinalen worden doorgevoerd. De vereniging van alle hogere centra van een groep wordt het hypercentrum genoemd.
De stijgende keten van subgroepen
{\displaystyle 1\subseteq Z(G)\subseteq Z^{2}(G)\subseteq \ldots }
wordt stabiel bij de index {\displaystyle i}, d.w.z. {\displaystyle Z^{i}(G)=Z^{i+1}(G)}) dan en slechts dan als {\displaystyle G_{i}} centrumloos is.
Volgens het lemma van Grün is de factorgroep {\displaystyle G/Z(G)} van een perfecte groep {\displaystyle G} en {\displaystyle Z(G)} centrumloos, waardoor men kan stellen dat alle hogere centra {\displaystyle Z^{i}(G)} gelijk zijn aan {\displaystyle Z(G)}. Dit is een geval van stabilisatie op {\displaystyle Z^{1}(G)=Z^{2}(G)}.